# Tomás Luceño
Tomás Luceño y Becerra, född den 21 december 1844 i Madrid, död där den 27 januari 1933, var en spansk dramatisk författare och diplomat.
Luceño var på sin tid en av Spaniens mest uppburna lustspelsförfattare, som alltifrån 1870 försett de spanska teatrarna med sainetes, fulla av färg och ljus, av skrattretande oförargligt skämt och betydande komisk kraft. De mest populära av dessa till stort antal uppgående verk är Cuadros al fresco, Teatro moderno, El arte por las nubes, Un domingo en el rastro, Fiesta nacional och El corral de las comedias. Flera begagnades som text av de främsta zarzuelakomponisterna, Chueca, Valverde, Barbieri med flera. Luceño författade även en sedekomedi, Gori, Gori ó el portugués en Madrid (1897), efter Quiñones de Benavente.